# 小行星8937
小行星8937（8937 Gassan）是一颗绕太阳运转的小行星，为主小行星带小行星。该小行星于1997年1月13日发现。

## 轨道参数
小行星8937的轨道半长轴为2.2871194 UA，离心率为0.16。